# Voglarji
Voglarji so naselje v Mestni občini Nova Gorica.